# Street Legal (videojuego)
Street Legal es un videojuego de carreras desarrollado por Invictus y publicado por Activision Value con un gran énfasis en la personalización de los autos.
El 11 de octubre de 2021 se anunció que el juego sería relanzado a través de Steam bajo el nombre Street Legal 1: REVision, siendo desarrollado por ImageCode con fecha de lanzamiento prevista para 2023.

## Jugabilidad
El juego toma lugar en la ficticia Valo City. Ahí están cuatro secciones de la ciudad, aunque solo una es desbloqueable desde el principio del juego. Otras partes de la ciudad, así como más autos disponibles y mejoras para los vehículos, están desbloqueadas para correr contra conductores IA.
Los autos en el juego son todos ficticios con apariencia de vehículos reales. Ejemplos son el "Ninja", un vehículo parecido a un hatchback Honda Civic pero apariencia relacionada con otros hatchbacks, y el "Badge", que imita el Dodge Charger.
La jugabilidad está altamente orientada mecánicamente y casi todas las partes en todos los autos son reemplazables. Aunque el nivel de detalle no es tan semejante al de la secuela, Street Legal Racing: Redline, íntegro motores que pueden ser reemplazados y casi todas las partes de la carrocería pueden ser removidas desde el vehículo. El daño en el juego es también altamente detallado, aunque desafortunadamente no hay manera de reparar el auto entero después de haber sido dañado, significando que reparar  sea costoso y requiera un montón de tiempo para hacer.

## Desarrollo
El juego, desarrollado en 2002, tiene gráficos relativamente avanzados para su tiempo. Sin embargo, el código del juego fue escrito en una manera que lo hace correr lento, incluso en computadoras que cumplen los requisitos recomendados. Hay parches para el juego que mejoran bastante el rendimiento y reducen el número de bugs.

## Secuelas
Una secuela, llamada Street Legal Racing: Redline (también conocido como Street Legal 2) fue desarrollada por Invictus en 2003.